# Eldred-Gletscher
Der Eldred-Gletscher ist ein 4 km langer Gletscher an der Nordküste von King George Island im Archipel der Südlichen Shetlandinseln. Er liegt unmittelbar östlich des Potts Peak.
Das UK Antarctic Place-Names Committee benannte ihn 1960 nach Andrew Jackson Eldred (1846–1926), Kapitän des Robbenfängers Thomas Hunt aus Stonington in Connecticut, der in den Jahren von 1873 bis 1874, 1875 bis 1876 und 1879 bis 1880 in den Gewässern um die Südlichen Shetlandinseln operierte.